# Leonine Aspects
Leonine Aspects (deutsch Leoninische Gesichtspunkte) ist ein Jazzalbum von Evan Parker und Matthew Shipp. Die am 22. August 2017 beim Festival Météo in Mülhausen entstandenen Aufnahmen erschienen am 26. Januar 2021 auf dem Label RogueArt.

## Hintergrund
Beim Festival Météo im französischen Mulhouse im Sommer 2017 würdigten der Saxophonist Evan Parker und der Pianist Matthew Shipp mit ihrem Spiel den Free-Jazz-Pionier John Coltrane. Die beiden Improvisatoren haben sich bereits zuvor zweimal zusammengetan, angefangen mit Abbey Road Duos (Treader, 2007), und haben mehrere weitere Alben zusammen mit dem Spring Heel Jack-Kollektiv aufgenommen (Spring Heel Jack: Live, 2005), mit Han Bennink, William Parker, J Spaceman und dem Live-Elektroniker Spring Heel Jack.
Leonine Aspects entstand beim Eröffnungsabend des Festivals; die Musik des Duos versuchte, John Coltrane nicht damit zu huldigen, schrieb S. Victor Aaron, indem sie dessen Kompositionen spielten, sondern indem sie ihre eigene spontane Musik im Geiste Coltranes kreiert haben. „Leonine Aspects # 1“ ist eine spontane Suite, deren Episoden durch mehrere Momente der Stille unterteilt sind. Parker wechselte während der Pausen zwischen Sopran- und Tenorsaxophon und veränderte so die allgemeine Stimmung des Stücks. Nach dem Hauptstück „Leonine Aspect # 1“ folgt eine Art Coda „Leonine Aspect #2“, eine wirbelnde Verflechtung von Klavier und Sopransaxophon, die sich zu einer anmutigen Auflösung abwickelt.

## Titelliste
- Evan Parker + Matthew Shipp: Leonine Aspects (RogueArt ROG-0108)[4]

1. Leonine Aspects #1 51:20
2. Leonine Aspects #2 3:51

Alle Kompositionen stammen von Evan Parker und Matthew Shipp.

## Rezeption
S. Victor Aaron schrieb in Something Else!, Evan Parkers Offenbarung sei, wie sehr er beim Spielen seines Saxophons wie ein Klavierspieler denkt. Welches Muster auch immer Shipp spielt, Parker könne es mithalten und sein Saxophon mit der gleichen Kadenz, dem gleichen Rhythmus und der gleichen Harmonie um Shipps Klavier wickeln. Shipp seinerseits agiere munter und furchtlos, nehme sich aber auch die Zeit, um ungewöhnliche Melodik und Reflexion zu zeigen. Weder Evan Parker noch Matthew Shipp hätten noch etwas zu beweisen, so Aarons Resümée, aber das mindere nicht ihren Drang, alles auf der Bühne zu lassen, wie sie es hier getan haben.
Nach Ansicht von Karl Ackermann, der das Album in All About Jazz rezensierte, waren Matthew Shipps Duo-Aufnahmen mit Saxophonisten wie Ivo Perelman und Rob Brown schon immer fesselnd, aber seine Projekte mit Evan Parker seien faszinierend in ihrer Komplexität und Offenheit. Shipp und Parker würden dabei häufig immaterielle Konzepte untersuchen, aber wenn sie eine Idee vorantrieben, geschehe dies nicht bis zur Implosion. Sie zeigten oft die Zerbrechlichkeit ihrer Vorstellungen; es bestehe dann keine Absicht, Musik zu dekonstruieren, die auf solch fein gesponnenen Fundamenten aufgebaut sei, so Ackermann. Leonine Aspects lasse den Hörer erleben, dass freie Improvisation sowohl intellektuell als auch sehr zugänglich sein kann.